# Indasclera dembickyi
Indasclera dembickyi es una especie de coleóptero de la familia Oedemeridae.

## Distribución geográfica
Habita en Tailandia.